# Kamares (Ahaia)
Kamares  este un oraș în Grecia în Prefectura Ahaia.